# Nino Sacerdoti
Nino Sacerdoti (Modena, 1º luglio 1873 – Milano, 18 luglio 1954) è stato un ingegnere italiano.

## Biografia
Figlio di Emilio Sacerdoti e di Benedettina Donati, sorella di Lazzaro Donati, dopo il primo biennio di matematica all'Università di Modena, si trasferì a Milano per proseguire gli studi al Politecnico dove si laureò nel 1895 quale ingegnere civile.
Divenne un noto professionista nel campo delle perizie per danni di incendio ed ebbe tra i propri clienti le principali compagnie d'assicurazione italiane e straniere operanti in Italia per perizie di particolare rilievo (per esempio gli venne affidata quella per l'incendio dei Grandi Magazzini Bocconi in Piazza del Duomo che distrusse il palazzo nel dicembre 1918, poi ricostruito con il nome di "la Rinascente" ideato da Gabriele D'Annunzio).
Spesso fu designato come unico perito sia dalle compagnie assicuratrici che dalle parti danneggiate e chiamato come arbitro in complesse questioni peritali.
Accanto all'intensa attività professionale si occupò anche di interessi di carattere generale sia relativi alla professione che alla vita cittadina.
Nel 1898 fu relatore della commissione per uno studio di massima sulle linee ferroviarie di accesso alla nuova galleria del Sempione, relazione che fu pubblicata sulla rivista di ingegneria e architettura « il Monitore tecnico » (1899, n. 27).
Intraprese, appena laureato, la libera professione a Milano ed ebbe studio professionale, prima con l'ing. Achille Manfredini, più tardi con l'ing. Cesare Chiodi, a cui rimase sempre legato da particolare stima ed amicizia.
Da gennaio a maggio del 1904 fu direttore della Rivista delle strade ferrate e delle tramvie edito dal Collegio nazionale degli ingegneri ferroviari italiani.
Il collegio degli ingegneri e architetti di Milano lo chiamò nel suo comitato direttivo nel 1904.
Fu segretario generale del comitato esecutivo dell'XI congresso degli ingegneri tenutosi a Milano nel 1906.
Per la sua competenza fu per molti anni utilizzato ed apprezzato nei comitati e commissioni del collegio e successivamente del sindacato degli ingegneri.
Nel 1926 fu tesoriere del collegio.
Nel 1937 fu nominato presidente della commissione per le controversie individuali del lavoro del Sindacato Ingegneri.
Anche il Comune di Milano ricorse a lui fin dai suoi giovani anni in svariati organi dell'amministrazione comunale:
fu designato dal Comune quale consigliere della Congregazione di Carità nel 1903; negli anni successivi fece parte di numerose commissioni comunali fiscali (per la tassa sulle aree fabbricabili, sulla tassa del valore locativo, e altre) e tecniche (per le ispezioni alle case abitate, ecc.).
Particolare attenzione e studio dedicò ai problemi delle acque pubbliche: nel 1905 fece parte del Comitato pro navigazione interna e più tardi del comitato centrale di consulenza tecnica dell'associazione per le acque pubbliche.
Nino Sacerdoti si interessò fin da giovane alle questioni che riguardavano le case popolari, e già a inizio Novecento tenne conferenze sugli « Alberghi popolari » e su « La questione delle case operaie in Milano », che furono riprodotte sul « Monitore tecnico », dove pure figurò, nel 1902, la sua relazione per la « Commissione per lo studio delle case popolari a Milano », allora istituita dal Collegio degli Ingegneri. Sul « Problema dell'alloggio delle classi meno abbienti nelle grandi città » fece pure una relazione al X Congresso degli ingegneri e architetti italiani a Cagliari nell'ottobre del 1902 in seguito alla quale il Congresso approvò un ordine del giorno sulla costruzione degli alloggi popolari in Italia con il sostegno dello Stato e dei Comuni.  Collaborò inoltre con l'Istituto Autonomo Case Popolari di Milano sia come consigliere (dal 1904 al 1938) sia come membro di molte commissioni tecniche dell'Istituto stesso.
Questo suo contributo di attività all'amministrazione dell'Istituto gli valse il conferimento dell'Ambrogino d'oro da parte del Comune di Milano nel 1936.
Fu direttore dal 1924 al 1938 della rivista di ingegneria e architettura «il Monitore Tecnico », a cui cominciò a collaborare nel 1898 sotto la direzione di Achille Manfredini.
Trovò asilo in Svizzera nel novembre 1943 per sfuggire alla persecuzione nazifascista degli ebrei insieme alla moglie Margherita Donati, figlia di Lazzaro Donati e al figlio Piero Sacerdoti con la moglie Ilse Klein. Rientrato a Milano nel 1945 non riprese la libera professione, ma rimase ugualmente accanto alla vita professionale. Risorto nel 1946 il Collegio degli ingegneri di Milano, collaborò attivamente al sodalizio con comunicazioni e note; a lui si deve una dettagliata e precisa « Storia del Collegio » — frutto oltreché di ricerche d'archivio, dei ricordi personali della sua lunga e intima consuetudine con gli uomini che illustrarono la professione a Milano dal 1900 in poi - pubblicata sui primi numeri della nuova serie degli « Atti del Collegio ». Continuò a contribuire agli Atti, che lo ebbero membro del Comitato Direttivo, con note e recensioni bibliografiche fino alla fine.